# Университет Эвансвилла
Университет Эвансвиллa (UE) — это частный гуманитарный университет в Эвансвилле, штат Индиана. Основанный в 1854 году как колледж Мурс-Хилл, университет готовит специалистов в гуманитарных и естественных областях как в самом университетском городке, так и за его пределами. Университет имеет филиал в Харлакстон колледж в трех километрах к юго-западу от английского города Грантем. Девиз: «Гражданская миссия … Священное доверие»

## Характеристика
- Религиозная принадлежность: Объединённая методистская церковь
- Целевой фонд: $189,5 млн долл. США (2013 год)
- Президент: Кристофер М. Петрушкевич (с 1 июля 2018 года)
- Студентов: 2526
- Бакалавров: 2290
- Аспирантов (будущих магистров и докторов наук): 236
- Местонахождение: Эвансвилл, Индиана, США
- Кампус: городской; 100 акров (40.5 га)
- Цвета университета: фиолетовый, белый и оранжевый
- Спортивное прозвище: Пурпурные тузы
- Членство: Национальная ассоциация студенческого спорта (NCAA) Дивизион I — Долина Миссури
- Талисман: Пурпурный туз
- Эвансвилл является членом Конференции в Миссури-Вэлли.
- Стоимость обучения составляет 36 416 долларов (2018-19 годы).

## Образование и деятельность
В университете Эвансвиллa можно получить более чем 80 различных специальностей в трех колледжах и одной школе: в школе бизнеса Шредера, медицинском и педагогическом колледже, инженерном и компьютерном колледже и колледже искусств и наук Уильяма Л. Риджуэя. Кампус Эвансвилля предлагает около 80 различных областей обучения в бакалавриате и шесть программ для выпускников, в том числе в Школе делового администрирования семьи Шредеров. Студенты могут участвовать в более чем 10 братствах и клубах, около 160 студенческих организациях или различных видах спорта.
Студенческое сообщество представляет 55 стран и 44 государства. 16 % студентов бакалавриата — иностранцы. В университете функционируют более 155 студенческих организаций и объединений. Спортивные команды университета участвуют в Дивизионе NCAA и известны как Пурпурные Тузы.
Среди известных выпускников много выдающихся артистов и звезд спорта, таких как актер Рами Малек, продюсер / писатель Мэтт Уильямс и тренер по баскетболу Джерри Слоун.